# Roberto Barrios, Chiapas
Roberto Barrios är en ort i Mexiko.   Den ligger i kommunen Tecpatán och delstaten Chiapas, i den sydöstra delen av landet, 600 km öster om huvudstaden Mexico City. Roberto Barrios ligger 98 meter över havet och antalet invånare är 176.
Terrängen runt Roberto Barrios är kuperad åt nordost, men åt sydväst är den platt. Roberto Barrios ligger nere i en dal. Runt Roberto Barrios är det ganska glesbefolkat, med 42 invånare per kvadratkilometer. Närmaste större samhälle är Raudales Malpaso, 5,8 km sydväst om Roberto Barrios. I omgivningarna runt Roberto Barrios växer huvudsakligen savannskog.